# 데이비드 버니

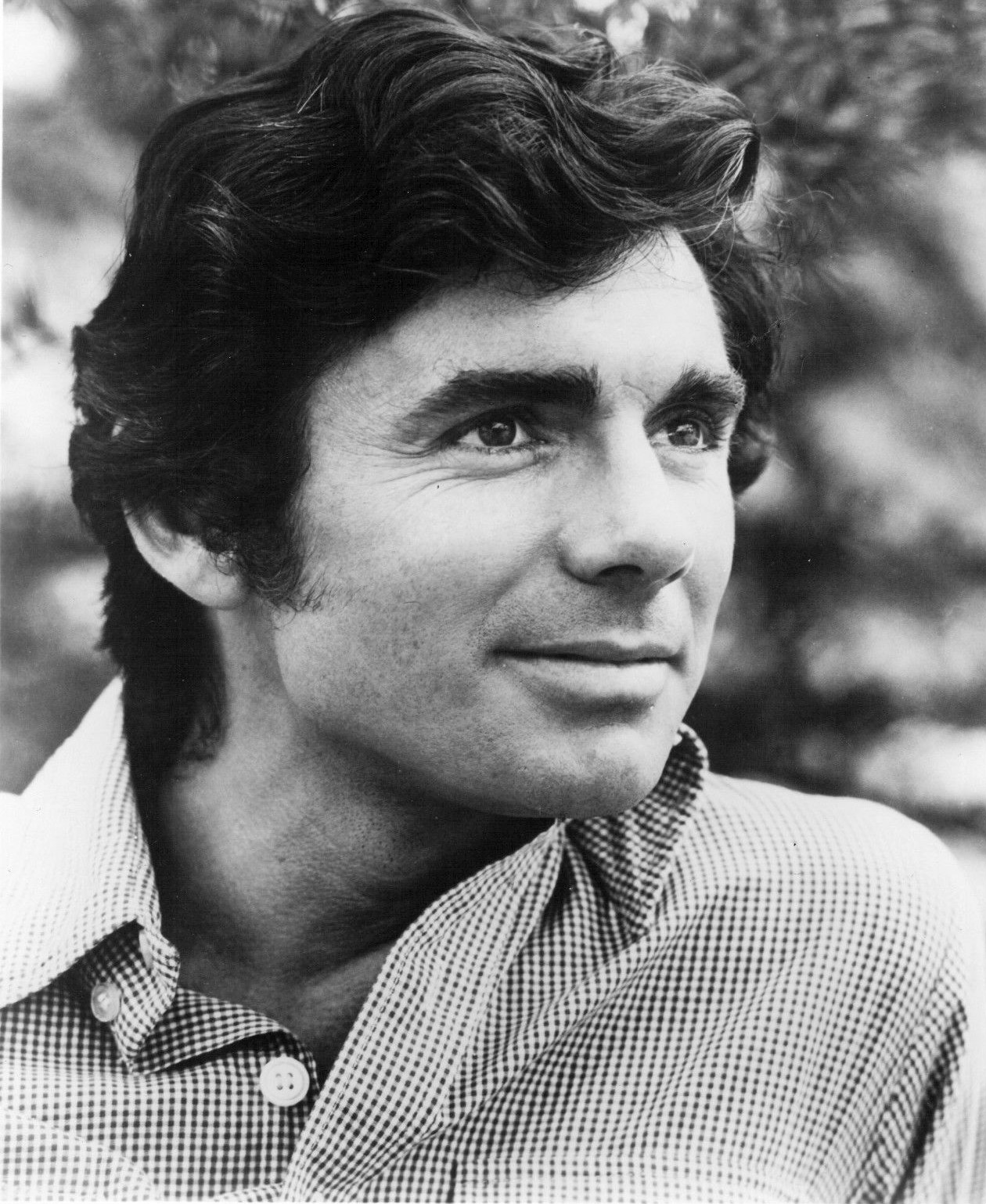

데이비드 버니(David Birney, 1939년 4월 23일 ~ )는 미국의 배우이다.
클리블랜드에서 태어났다.

## 출연 작품
- 사랑의 무기 (1991년)
- 스위트 홈 (1990년)
- 전선의 여우 (1990, Night of the Fox)
- 사랑과 배반 (1989, Love and Betrayal)
- 신의 그림자 (1988년)
- 긴 여로, 짧은 행복 (1987년)
- 오, 굿! 북 2 (1980년) - 돈 리처즈 역
- 욕망의 불꽃(영어판) (1978년)

### 텔레비전
- 하와이 파이브-O (1972-78)
- 닥터 게논 (1975-76)
- 사랑의 유람선 (1978-82)

## 도서
- A Christmas Pudding (Paperback)